# Gebietsanspruch
Ein Gebietsanspruch ist eine Forderung eines Staates, einer politischen Institution oder einer Volksgruppe, dass eine bestimmte Landfläche zum eigenen Hoheitsgebiet gehört. Der Ausdruck wird vor allem im Kontext von Gebietsdisputen auch Territorialstreitigkeiten verwendet, bei denen mehrere Staaten, politische Institutionen oder Volksgruppen exklusiven Anspruch auf ein Gebiet erheben.
Gebietsdispute können mit den Mitteln der Diplomatie (Verhandlungen), der Wirtschaftspolitik (Embargos, Strafzölle) oder auch Grenzkriegen mit anschließenden Annexionen gelöst werden.
Bei manchen Disputen geht es einfach nur um die Verschiebung von Grenzen bestehender Staatsgebiete, während andere Gebietsansprüche auf historischen Grenzen basieren, also entweder die Rückgabe oder die Neuschaffung von Territorien zum Ziel haben. Im letzteren Fall geht es häufig um ethnische Stammes- und Volksgebiete.
Gründe können willkürliche Grenzziehungen durch Besatzungsmächte oder Staaten, Streit um vorhandene Rohstoffe oder Grenzen kultureller Natur sein. Der russische Überfall auf die Ukraine seit 2022 soll russische Gebietsansprüche auf militärische Art und Weise durchsetzen.